# Cuthbert Turner
Cuthbert Hamilton Turner (* 7. Juli 1860 in Paddington / London; † 10. Oktober 1930 in Oxford) war ein englischer Theologe, Philologe und Historiker, der die erste kritische Ausgabe der Beschlüsse des ersten Konzils von Nicäa herausgegeben hat.

## Bildung, Publikationen und wissenschaftliche Laufbahn
Ab 1872 besuchte Turner das Internat Winchester College. 1879 begann er sein Studium am New College in Oxford, wo er sein weiteres Leben verbrachte. Er war zunächst Lecturer und Feredey Fellow am St. John’s College, seit 1889 dann lebenslang Fellow des Magdalen College. Von 1888 bis 1901 war er Assistent von William Bright (1824–1901), dem damaligen Regius Professor for Ecclesiastical History. Seit 1914 war er University Lecturer, bis er 1920 zum Professor für Exegese der Universität Oxford ernannt wurde. Er publizierte zahlreiche wissenschaftliche Arbeiten insbesondere zur Überlieferung des griechischen Neuen Testamentes, der Vulgata und der Kanones der ökumenischen Konzilien. Seine größte wissenschaftliche Leistung war die Edition der Canones Apostolorum (in der Übersetzung des Dionysius Exiguus), der Beschlüsse der Konzilien von Nicäa I, Ankyra, Neocaesarea, Gangra und Antiochia (324) einschließlich früher lateinischer Übersetzungen und verwandter Quellen. Weitere Editionen waren bei Turners Tod weitgehend fertiggestellt und wurden von Eduard Schwartz abgeschlossen und publiziert. Diese Editionen erschienen unter dem Titel Ecclesiae Occidentalis Monumenta Iuris Antiquissima (= EOMIA). Es handelt sich um die erste Ausgabe von Beschlüssen der ökumenischen Konzilien, die nach modernen Maßstäben der Textkritik erstellt wurden; die Editionen werden bis heute in der historischen Forschung genutzt und haben sehr hohe Maßstäbe für derartige Editionen gesetzt.
Turner war seit 1907 Fellow der British Academy und seit 1928 korrespondierendes Mitglied der Bayerischen Akademie der Wissenschaften. Er erhielt die Ehrendoktorwürde der Universitäten von Durham und Aberdeen.
Turner war außerdem journalistisch und als Wissenschaftsorganisator tätig; er war Mitgründer und von 1899 bis 1902 erster Herausgeber der Zeitschrift Journal of Theological Studies, in der er zahlreiche Aufsätze veröffentlichte.

## Werke (Auswahl)

### Editionen
- Ecclesiae occidentalis monumenta iuris antiquissima […]. 2 Bände in z Teilen. Clarendon, Oxford 1899–1939.
  - Vol. 1, partes 1–2 (1899–1904); Textarchiv – Internet Archive.
  - Vol. 2, partes 1–2 (1907–13); Textarchiv – Internet Archive.
  - Vol. 2, fasc. [sic] 3 (1939)
  - Siehe die Übersicht über den Inhalt: fourthcentury.com
- The Oldest Manuscript of the Vulgate Gospels. Deciphered and Edited with an Introduction and Appendix. Clarendon Press, Oxford 1931; Textarchiv – Internet Archive.

### Aufsätze und Monographien
- The “Liber Ecclesiasticorum Dogmatum” Attributed to Gennadius. In: Journal of Theological Studies, 1905, 7, no. 25, S. 78–99.
- The Organisation of the Church. In: The Christian Roman Empire and the Foundation of the Teutonic Kingdoms. Cambridge University Press, London 1911, S. 143–182 (= Cambridge Medieval History, Band 1); Textarchiv – Internet Archive.
- Studies in Early Church History: Collected Papers. Clarendon Press, Oxford 1912; Textarchiv – Internet Archive.
- The Gospel According to St. Mark: Introduction and Commentary. Society for Promoting Christian Knowledge, London [1931]; Textarchiv – Internet Archive.
- Selected Papers. Edited, with a memoir, by Herbert Newell Bate. London / Oxford / Milwaukee 1931.